# Dasvand
Dasvand, (Punjabi : ਦਸਵੰਦ ), écrit aussi Dasvandh ou encore Dasaundh signifie littéralement un dixième et fait référence chez les sikhs à la contribution d'un dixième de ses revenus vers les ressources communes du temple, le Gurdwara. Il s'agit d'une obligation religieuse, un devoir qui s'inscrit dans la même pratique que Sewa.
Les textes fondateurs du sikhisme, le Guru Granth Sahib en parle sous ses termes:
ਘਾਲਿ ਖਾਇ ਕਿਛ੝ ਹਥਹ੝ ਦੇਇ ਨਾਨਕ ਰਾਹ੝ ਪਛਾਣਹਿ ਸੇਇ 
en français : « Celui qui travaille pour manger et donne une partie de ce qu'il a, celui-là, O Saint Guru, connaît la voie. »
Ce concept du don est reprise par l'institution du Langar dans le Gurdwara: une cantine où tout un chacun peut se restaurer gratuitement. Dasvand peut être aussi attribué au temps donné: ainsi faire du bénévolat correspond à ce concept. Par ce don, le croyant rend à Dieu ce qu'il lui a donné; mais aussi prouve sa foi et sa dévotion. Il inscrit aussi son chemin dans une piété personnelle et participe au parcours de la communauté le Guru Panth.
Historiquement ce don a aussi été mis en place pour que les dignitaires sikhs des premiers temps aient de quoi vivre; et aussi pour construire le Temple d'Or.

## Sources
- Encyclopédie du sikhisme en anglais
- Dasvand dans wikipédia en anglais